# Giuseppe Zangara
Giuseppe Zangara (ur. 7 września 1900 w Ferruzzano, stracony 20 marca 1933 w więzieniu stanowym w Raiford na Florydzie) – naturalizowany obywatel Stanów Zjednoczonych, urodzony we Włoszech, który wsławił się dokonaniem zamachu na prezydenta elekta Franklina Delano Roosevelta w Miami w 1933.
W czasie I wojny światowej służył we włoskiej armii w Alpach. Po wojnie, jako biedak, wykonywał różne drobne prace dorywcze, zanim nie wyemigrował do swego wuja, który mieszkał w Paterson (stan New Jersey) w 1923 roku. 11 września 1929 roku otrzymał amerykańskie obywatelstwo.
Zangara, któremu źle wiodło się również za oceanem, pracował jako murarz, padł ofiarą Wielkiego Kryzysu. Winą za jego wybuch wielu obarczało nieudolne rządy prezydentów Calvina Coolidge’a i Herberta Hoovera, którzy odmawiali włączenia państwa do pomocy poszkodowanym. Dokonał tego dopiero Roosevelt, który zainicjował program Nowego Ładu, kładąc nacisk na aktywny udział państwa i pomoc dla poszkodowanych, i wyciągając kraj z kryzysu.
Zangara początkowo planował zamordowanie Hoovera, ale kiedy ten przegrał wybory na rzecz Roosevelta, wcale nie odstąpił od swego zamiaru, wszelako na cel biorąc elekta. Wszyscy kapitalistyczni prezydenci to królowie, twierdził. Hoover albo Roosevelt, to wszystko jedno.
15 lutego 1933 roku, niedługo przed planowaną inauguracją, Roosevelt przybył do Miami, gdzie w owym czasie przebywał Zangara. W czasie jego publicznego wystąpienia Zangara oddał do prezydenta strzały z nabytego specjalnie w tym celu rewolweru. Rooseveltowi nic się nie stało, ale kule dosięgły siedzącego blisko, towarzyszącego mu w podróży burmistrza Chicago Antona Cermaka. Cermak zmarł niedługo potem (6 marca) w szpitalu w wyniku odniesionych ran. Cieszę się, że to ja zostałem postrzelony, a nie pan, panie prezydencie, miał powiedzieć w szpitalu do Roosevelta.
Potem rozległy się pogłoski, iż to właśnie Cermak, a nie prezydent miał być celem zamachu, a Zangara działał na polecenie chicagowskiej mafii. Wydaje się to jednak mało prawdopodobne.
Ujęty na miejscu Zangara został osądzony i skazany na karę śmierci za zabójstwo burmistrza Chicago.
Raymond Moley, bliski współpracownik Roosevelta i jeden z czołowych amerykańskich kryminologów, stwierdził po rozmowie z zamachowcem, iż nie był częścią żadnego spisku i działał sam. Wielu twierdziło, iż jest nie do końca sprawny umysłowo i poczytalny.
Zaledwie w dwa tygodnie po śmierci Cermaka, Zangara został stracony na krześle elektrycznym. Idąc na egzekucję wznosił okrzyki Viva Italia!, a jego ostatnie słowa, skierowane do obsługującego aparaturę krzesła szeryfa łamanym angielskim: Naciśnij guzik! No dalej i naciśnij ten guzik!
Dla wielu Zangara pozostaje symbolem doprowadzonej do rozpaczy i ostateczności masy ludzkiej, która padła ofiarą wielkiego kryzysu.